# Danomyia hepsocrene
Danomyia hepsocrene is een vliegensoort uit de familie van de roofvliegen (Asilidae). De wetenschappelijke naam van de soort is voor het eerst geldig gepubliceerd in 1993 door Londt.